# 天神真楊流
天神真楊流（てんじんしんようりゅう）とは、磯又右衛門柳関斎源正足が開いた柔術の流派。起倒流とともに講道館柔道の基盤となった流派として知られる。

## 歴史
流祖の正しい名乗りは磯又右衛門柳関斎源正足（いそ またえもん りゅうかんさい みなもとの まさたり）で、伊勢国松坂の人。楊心流（秋山楊心流）とその分流である真之神道流を修めた。
磯又右衛門は一柳織部から楊心流を本間丈右衛門から真之神道流を学んだ。その後、修行して諸国を廻り京都で修業中に真之神道流を立てれば一柳に義理立たず、楊心流を立てれば本間へ義理立たずと思い北野天満宮へ内弟子岡田縫殿之輔、西村外記之輔を召し連れ天満宮の神前なる絵馬堂にて、新たに手解、試合裏、投捨を編み出し真之神道流と楊心流を合流し天神真楊流を創始した。
流派名の由来は、真之神道流の「真」と楊心流の「楊」を合わせ真楊流とし、北野天満宮で編み出したことから「天神」を冠している。初期の伝書では真之神道流という名称で出しているものもある。
江州草津にて門人 西村外記之輔と二人で100余人の相手と戦った際、実戦に於ける当身の有効性を痛感し、「真の当」を工夫したと伝わる。
磯又右衛門正足が江戸の神田於玉ヶ池に道場を構えると、同地にあった北辰一刀流玄武館の斜め向かいに道場があることから、両流門弟達の交流は盛んであったという。
明治時代に入り、講道館柔道の創始者嘉納治五郎が八木貞之助の紹介で同流師範の福田八之助の道場に入門した。その後、福田の死去により、嘉納は三代目磯又右衛門正智の道場で学びなおした。また、西郷四郎、横山作次郎などの講道館草創期の面々も三代目正智の高弟である井上敬太郎の道場（修心館）の出身であった。大正に入って足利町（のちの足利市）の石井清吉柳喜斎源正義は嘉納から講道館六段を贈られ道場の看板を柔道に変える。このように講道館柔道の母体であることもあって、講道館と交流のある流儀であった。

## 天神真楊流に関する話

### 天神真楊流の聞き書き
東京都柔道整復師会顧問を務めた天神真楊流の長谷五郎の『天神真楊流聞き書き』に磯道場の稽古風景が記されている。

#### 磯又右衛門について
磯又右衛門は人間の弱点である急所を当身、喉締、逆手によて攻撃する術に熟達する必要があることから下記の技を案出した。
当身
睾丸の蹴付と膝打、肋骨と横腹の蹴付、水月の突掛、肘打ち
喉締
千鳥、龍虎、双手、片絞、後捕
逆手
腕伸、脚伸
以上の技を元にして研究を重ねて124手の形を考案した。
天神真楊流の他流試合では専ら睾丸への膝打ちと千鳥という締技を用いたとされる。
睾丸は全身の急所の中で最も軟弱で鍛えることが不可能で、これを打つときは忽ち抵抗力を失う極めて大切であるという考えから天神真楊流では両手で睾丸を覆って守るようにしていた。

#### 天神真楊流の稽古着
道場では稽古着に規定を設け、その形は袖が広く短く普通は白糸の横刺し目録以上は黒糸の十字刺しと定め、他流試合の場合には当流の定めなりと言って普通稽古着を貸してこれを着せた。

#### 天神真楊流の稽古
道場における修行方法は、形によって当身・締・逆を習得し乱捕によってこれを応用する練習を推奨していた。締は参るまで締めて練習する一方これを受けて喉を鍛えた。肋骨及び横腹の蹴り付けは何十回でもよい蹴りができるまで力いっぱい蹴らせて技を練り、一方これを気合で受け止め体躯を鍛えたとされる。
流祖の磯又右衛門の逸話に「牛引」と称するものがあり、正座した磯又右衛門の首に紐を掛け門人二人に激しく引きずらせたが決して倒れなかったという。

#### 天神真楊流の伝書
天神真楊流の伝書は初目録に地之巻を授け、同時に打身と挫きの療法と薬法を伝える。本目録に天之巻を授け脱臼骨折の整復法（現在の柔道整復術）を伝授する。免許に陽之巻を授け五臓六腑の図と全身急所一覧を添付する。皆伝には陰之巻と別紙免許を添えて授けた。
免許皆伝では受領者が124手の中から二手を組み合わせて一手として二十手の変化を作る定めがあった。

他の許物として四ヶ条の活法があった。活法は初段を習得した時に誘活、中段終了後に襟活法、投捨を終えて金活法、極意上段を終えて総活法を伝授される定めとなっていた。伝授された者の中から希望者が稽古後に残り、くじ引きで死ぬ者と締める者を定めて活の実習をした。この場合の締は上手く絞めると苦痛が少ない片絞りを用いた。

### 市川と久富の試合
長谷五郎が記した『天神真楊流聞き書き』に渋川流の久富鉄太郎から聞いた磯道場での試合の話がある。
渋川流の久冨鉄太郎は警視庁在職中に天神真楊流の磯道場に試合に行ったことがあった。その時14,5人ほどの門人を見回した磯が免許の市川大八を指名した。市川大八は5尺2,3寸（157～160cm）の平凡な男であったので久富は内心呑んでかかった。当時の久冨は5尺8寸（175cm）体重26貫（97.5kg）であり市川と比べて優れた体格であると自負していた。
礼をして立ち上がると市川に押されて道場の三角に押し付けられ咽喉を締められた。この時壁の三角であったため足の自由が利かず、両手で突き放そうとして突っ張るほど咽喉が締まり気が遠くなって活を入れられた。しばらく呆然としたが、もう一本願いますと言って今度は押されることを用心して掛かった。礼をして立ち上がるや睾丸を膝で突かれ痛みで「ハッ」として腰が曲がったところを立ったまま咽喉を締められ、振っても突いても放れないので市川を抱き上げ下に強く打ち倒したが、その時既に気が遠くなり絞め落とされ活を入れられた。久富はすぐに立ち上がれず道場に座って考えたが、あまりの残念さに「もう一本お願いします」と言ったところ磯に「もうおやめになったらいいでしょう」と笑いながら言われ、残念であったがすごすごと退出した。
久冨は天神真楊流の締には驚いた本当に凄いものであったと後に長谷五郎に話したとされる。

### 龍の口事件
1861年（文久元年6月29日）辰の刻、江戸城に櫓太鼓の報時があり亀山藩主の松平信義は老中の職として登城の途中であった。龍の口に来た時に一士が躍り出て太刀を振るい奥側に突進してきた。奥側の従士は抜刀してこれに向かったが、前列にいた徒士の天神真楊流の市川大八は退走して、その士の腕を取り投げ倒した。数人でこれを取り押さえ、その士の刀緒と大久保留次郎の刀緒で捕縛して本邸に護送した。これにより市川大八の父の市川権太夫は賞され、また市川大八の為に別に一家を立てられた。

### 女中の手刀
幕末頃はまだ石鹸がなく、雑巾のように糸で細かに刺子としている厚い稽古着を洗濯するには砧のように打つか足で踏んで洗っていた。磯又右衛門は女中に手刀で打って洗濯するように命じていた。純朴な女中は初めは手の痛みを忍び水が飛散して服を濡らすのを意とせず命じられるままに手刀で洗濯し続けたところ、いつの間にか水が跳ね上がって衣服を濡らすことがないようになった。ある日洗濯中に門人の一人が戯れに女中の袂を引いた。女中は驚き何気なく洗濯中の手で払ったところ門人の腕骨は折れてしまったという。

### 高坂昌考の話
流祖の磯又右衛門の門人に高坂昌考という人がいた。高坂は姫路藩出身であるが、藩政の得失を論じ藩主に建議したことにより誹謗と捉えられ永の暇を申し付けられた。これにより糊口の道を失い困難に陥ったが、憤然として志を起し江戸に上った。弘化年間（1844年～1848年）に江戸に来てから当時に有名であった北辰一刀流剣術の千葉周作と天神真楊流柔術の磯又右衛門の門に入り剣術と柔術を学んだ。8年ほど修行して奥儀を極め磯又右衛門の代理として江戸飯田橋に道場を開き子弟を育成した。
高坂昌考は1884年（明治17年）に千葉周作の教えを筆録した『千葉周作先生直伝 剣術名人法』という書籍を出版している。この書籍には天神真楊流についても記されている。以下は天神真楊流と磯又右衛門に関わる話である。
高坂によると天神真楊流柔術開祖の磯又右衛門は寒稽古中、入塾生に粥を食することを禁じていた。ただ水ニ三升の中へ白米一二合ばかり入れ重湯にして、それを一椀ずつ食するが二椀食してはならないと定めていた。それより四時間余り柔術と組討（乱捕）の修行を数十度した。高坂は磯家に入塾した時、しばらくの間はそのことに耐え難い身体疲労を覚えたという。
他流試合の際に向うの応対、駆け引き、体の据え様で組打の達者不達者を知ることができると磯又右衛門から教わった。
剣術では突きを入れる際いつも向うの裏へ二三尺（60～90cm）貫く心持ちで突き、そのようでなくては向うへ強く当たらないものであるとしている。このことに対し高坂は諸芸でも同理であり、磯又右衛門からも「柔術稽古中、人を投げるに畳の上へ投げると思ってはとても人は投げられないものである。兎角人を投げるにはその畳または根太を打ち貫き土の中へ三尺（90cm）も投げ込む心持ちになくては強く投げられないものである。」と教わったと記している。
剣術の試合の際に気絶することがあったが、世間では顔に冷水をしきりに顔に吹きかければたぶん蘇生するものとされていた。もしこの方法が功を奏しない時は天神真楊流の誘活という術を施せば忽ち蘇生すると高坂は記している。千葉周作の子の千葉栄次郎が天野という他流の師範と試合をした時、足ガラで相手を気絶させた。この時に冷水を面部にしきりに吹きかけたが容易に蘇生せず、高坂が天神真楊流の誘活を施したところ忽ち蘇生し天野はまた千葉栄次郎と試合をしたという。

### 絞柱

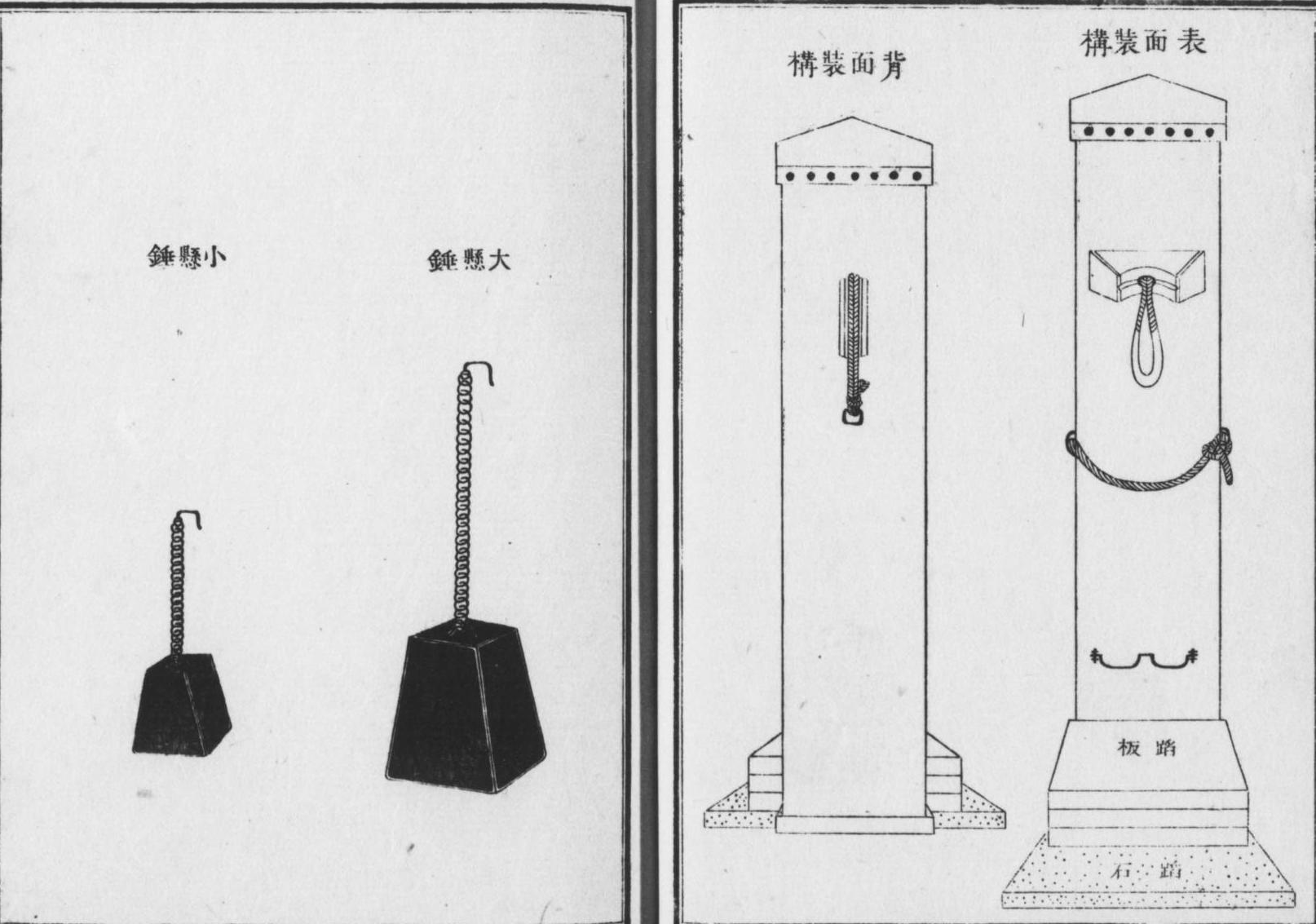
明治政府の新律綱領（明治3年）より
磯又右衛門が実験台となった絞柱

明治の初め頃に斬首刑から絞首刑に変わった時、絞首台を初めて作ったのが野村という大工であった。初め絞首台を作る時、内務省から大工が呼び出され入札を行った。野村は大伝馬町に住んでいた長谷川という内務省役人と親しかったので、長谷川から「これからの世は何でも金儲けをしなくてはだめだから、この仕事を引き受けろ。」と言われた。野村は絞首台ということでどうしても嫌なので、元が25円ほどしか掛からないものだったが120～130円に札を入れた。ところが皆嫌だったのか150～300円で入札しており、野村のところが一番下札だったので絞首台を作ることになった。
当時の絞首台は欅の尺角で長さ一丈、下の台が大中小の三枚でできていて、その台の上に罪人を乗せて合図で台を弾くと一方に付いている分銅により首が絞まるというものであった。首に跡がつかないように首に当たる所に髪の毛を巻いて、その上に鹿革を縫い付けてある。縄の一方に付いている15貫（56kg）の分銅が掛かると大概は死んでしまうというものであった。
その絞首台を一番初めに試験したのが元日であり、その時に神田お玉ヶ池の天神真楊流の磯又右衛門が実験台となった。実験では何貫の分銅があったら完全に死ねるかというものであり、磯又右衛門が自分で絞首台に上って試みた。磯又右衛門は自ら台に上り縄を首に当てて足台を外してジワジワやっていたが、すぐにぐったりとなった。すると弟子がすぐ縄を外して湯か水を飲ませて、背中を二三度叩いて「エイ」と活を入れるとすぐに生き返り直ってしまった。磯又右衛門は「これなら大丈夫。どんな者でも生き返らない。」と言ったが、分銅が15貫では重くて不便なので13貫の分銅に変えた。この頃は明治の初めで廃藩置県の前であったので、全国六十余大名に宛てて一つずつ作ったとされる。
慶應義塾大学名誉教授の手塚豊によると、この絞首台は「絞柱」と言われており、欅の柱の前に受刑者を立たせ首に巻いた縄を柱の穴から背後に廻して分銅を吊るし足の踏み板を外して刑を執行するというものであった。生き返った磯又右衛門本人が生き返らないと保証しているが、この絞柱は苦痛が激しく鹿児島県伺が絶命する前に腹が起張し耳鼻より血が出るなどと記している。また、制定二年にしていくつかの蘇生事件（石鐵県死刑囚蘇生事件など）を起こしている。フランス式の絞首台が採用されるまでの間はこの絞柱が使われていた。

### 天井を蹴る
政治家の湯沢三千男が父親から聞いた話によると、幕末の神田お玉ヶ池にあった磯又右衛門の道場では天井を蹴る稽古が行われていたとされる。湯沢の父は幕末頃に江戸に出て林大学の学僕となり夜は素読、朝は未明に起きて天野将曹（天野八郎）から剣術を学び、午後に神田お玉ヶ池の磯又右衛門の所で天神真楊流柔術の稽古をするのを日課としていた。湯沢三千男も11歳から剣道の修行をして、13歳で東京に出て当時60歳に近い父の天神真楊流の同門であった吉田千春の道場に通っていた。ある時、湯沢の父が自分が通っていた磯又右衛門の道場で稽古した頃は道場の天井を蹴る稽古をしたものだという話を語った。当時、湯沢の父は既に60歳を越えていたので見せてもらうことができず、五尺有余の体の足が天井を蹴れるはずもないと思ったのでどうやって天井を蹴るのか聞いた。湯沢の父は事も無げに、飛び上がって天井を蹴るのだと言った。湯沢三千男はこの言葉をヒントに家の座敷の天井の桟に枕を括り付け二月半ほど暑中休暇中に天井を蹴る稽古をした。わずか二月半の稽古で、低い所にぶら下げた枕が段々高くなって天井の桟一杯に吊るし上がった枕を蹴ることができるようになり、七尺ほど（212cm）を蹴れるようになった。飛び上がって蹴る瞬間は頭より足の方が高くなり蹴った反動でスッと畳の上に立てるようになった。
湯沢三千男が福井県の事務官を務めていた時、師範学校に行って生徒に天井を蹴る話を聞かせた。嘘だと思うような顔をしていたので、枕を取り寄せ二人の生徒に頭上高く持たせ蹴って見せたところ初めて皆が納得した。湯沢三千男は誰でも僅かな稽古で六尺（180cm）は蹴れること請け合いであると記している。

### 磯正智について
三代目家元の磯正智について嘉納治五郎が詳細を記している。
嘉納治五郎は最初の師である福田八之助が亡くなった後、一時その道場を預かって稽古を続けていた。しかし、嘉納にはまだ一本立ちでやり抜くだけの自信がなく、さらに一段の修行を積みたいと考えていた。そこで福田八之助の師匠で流祖磯又右衛門の高弟で磯家を継いだ磯正智に入門した。
磯正智は元々は松永清左衛門という名であり磯家を継いで三代目を相続した人である。嘉納が入門した時すでに60歳ほどの老齢で自身で乱捕の稽古はしなかったが形の名人であり型は自身で指導していた。乱捕は佐藤と村松という幹事が主となって教授していたが、そこへ福田八之助の道場で相当乱捕をやっていた福島兼吉と嘉納治五郎が入門したので直ちに幹事に加えられ代稽古の位置に立てられた。
磯正智は体格は極めて小兵で若年から乱捕では名を成さなかったが形は名人であった。丸山三造の『日本柔道史』によると、身長は5尺1寸（154cm）で矮小痩躯の老人であったが鍛錬された体躯は鉄の如く天神真楊流の奥儀を極め古武士の風格を備えていたとされる。
嘉納が佐藤幹事から聞いたことで磯正智の他流試合の話がある。明治維新前にどこかの藩から他流試合に三人でやってきたことがあった。一人は真正面、一人は右側、一人は左側から三人総がかり磯正智に蹴り掛かった。磯正智は最初のうちはよく受けていたが、三人同時の当身が効いて遂に受けきれずにうつ伏せになってしまった。しかし、これにより何人扶持か貰ったとされる。嘉納はこれについて「当身は単に一人に当てさすことすら容易ではない。よし数人でも一方ずつ受ければまだしもだが、それを三方同時に蹴こますとは非常なことである。これをあえてした磯先生の強味は一通りではない。」と記している。また、嘉納が佐藤幹事から聞いた話で、磯正智が形を見せる時に井上敬太郎に柄頭で力一杯自身の水月を突かせたが、これをウンと堪えて平気であったという。

### 横山作次郎の話
イギリス人柔道家であるアーネスト・ジョン・ハリソンが1912年に出版した『The Fighting Spirit of Japan』に講道館四天王の横山作次郎から聞いた青年時代の話が記されている。
以下は横山作次郎がハリソンに語った中で天神真楊流柔術に関わる話である。
横山は幼少より井上敬太郎に師事して天神真楊流柔術を学んでいた。当時の柔術試合は荒く対戦者から死人が出ることも珍しくなかった。横山は試合に出かける際には生きて帰れるという保証がなかったのでいつも両親に別れを告げていた。試合は非常に激しいものであり殆ど技が禁止されていなかったため、相手を打ち負かすために最も危険な方法を使うことをためらわなかった。横山はこのような経験を数え切れないほどしてきた。その後、深刻な結果を避けるために試合から危険な技が排除され、これにより柔道の人気の増加につながったと考えられている。
昔は帝国大学の後ろに根津遊廓があった。この一角に上野公園の不忍池に沿って道があり、この道は竹林で囲まれ夜になると明らかに人気のない場所だった。当時は賭博師やならず者がはびこり脅迫によって金品を巻き上げる口実を見つけ通行人と口論し金品を強要していた。横山が修行していた柔術道場（湯島同朋町にあった井上敬太郎の修心館）は根津から遠くないところにあり、門人たちはこれらの賭博師や悪党を技を試すための練習台として見ていた。横山たちは暗い夜を選び問題の道に出かけて竹林の中に身を潜めた。賭博師の一団が通りかかると、門人たちの一人が隠れていた場所から現れ彼らの通り道を塞いだ。そうなると必ず口論が始まった。
横山たちは深刻な身体的被害を与えるつもりはなく、罪に対する当然の罰として驚かせてある程度の身体的苦痛を与えることだけを目的としていた。したがって、お互いに致命的な急所を打つことはしないことを約束し好戦的な賭博師たちの下顎を一時的に外すことだけを心掛けた。横山たちは掌で顔面の急所を鋭く打って下顎を脱臼させる簡単な方法を知っていた。口論から喧嘩になった場合は、横山たちは必要な一撃を与えて即座に撃退した。この一撃は殆ど失敗することがなかったという。柔術の門人たちは、下顎を外されて泣き叫ぼうとしても声にならず両手で顎を支えながらうめき声を出して全力で逃げていく賭博師たちを見て楽しんでいた。時々、一撃で終わらせることができず何度も繰り返す者がいたが、その門人はまだ技を完全に修得していないと見なされた。整骨術は師範によって柔術の不可欠な技術として教えられており、負傷した賭博師は翌朝外れた顎を入れてもらうために道場に来ていた。騒ぎの後、6人近くの顎を外された者が横山の師である井上敬太郎の治療を受けに来ており、横山たちは自分たちの技の効果を間近で検分することができたので、また夜の冒険へ駆り立てる刺激に繋がったという。

### 天神真楊流の蹴り
イギリス人柔道家であるアーネスト・ジョン・ハリソンが出版した『Wrestling: Catch-as-catch-can,Cumberland & Westmorland,& All-in Styles.』に天神真楊流の蹴りに関する話が記されている。ハリソンはこの蹴りについて、当身の原則に従って行われたら被害者が生き延びることは非常に困難であると評している。
ハリソンは東京の講道館に入る前に、横浜にある有名な天神真楊流の師範である萩原からこの蹴りの方法を教わった。
この技術は裸足を前提としており爪先ではなく足の母指球で蹴る。蹴りは素早く切れ味の鋭い動きで行われ、蹴った後に足を稲妻のように引く。この練習を継続することで熟練者の足裏は非常に硬くなり人間の肉体だけでなく、木や石などの無生物の物体にも相対的に無傷で蹴ることができるようになる。
ハリソンの師匠である萩原は自身の小さな道場の支柱の一つをよく蹴っており、その蹴りの威力は建物全体を揺らすほどだったという。ハリソンは「明らかに足先だけを使って蹴ってもそのような結果は得られず、また同様に明らかなことだが、そのような力で蹴られた人は特に急所を蹴られた場合その後戦うことができなくなってしまうだろう。」と記している。

### 天神真楊流と活法整骨
振気流を開いた隈元実道は著書の中で天神真楊流の整骨について記している。隈元は整骨と活法を否定する立場をとっており、柔術教授傷挫骨治療所の表札を見る都度に世間から自身が開いた振気流が同一視されて堪るものかと思っていたという。
隈元実道が記した天神真楊流の整骨については下記の通りである。
当時、東京で行われていた天神真楊流というものは多く接骨を兼業しており、概ね人にこれ見よがしに腰窓にしていた。これらは安政年間に江戸お玉が池に住んでいた磯又右衛門の末流である。東京は火事が多いことから四肢を挫くものも従って多く、その挫いた局部を引き伸ばすのに柔術の体勢を以てすれば便利であることから天神真楊流で行われていた。

### 四分板説
天神真楊流には四分板説という当身の稽古法があった。
四分板説とは平面の台の上に四分板（厚さ1.2㎝の板）を置き、これを拳で打ち割るというものであった。
講道館柔道八段の居藤高季は若い頃に約二か月間毎日この四分板説を繰り返し練習したが、平らな所に板を置いているだけであり空手の瓦割りや板割りと違ってなかなか割れず、拳を何回も傷つけて諦めたという。

## 他流試合
筑波大学名誉教授の渡辺一郎が書き写した資料 『渡辺一郎先生自筆 近世武術史研究資料集』に幕末に行われた天神真楊流の他流試合の記録が記されている。

### 試合で用いられた技
投技、絞技、固技が用いられた。
- 小手挫
- 腕挫
- 足挫
- 脇ひしぎ
- 送り襟
- 首固
- 引込
- 猿子
- 突込
- 袖車
- 裸身捕
- ムソウ
- シボリ
- 捨身
- 襟捕
- 襟〆
- マボロシ[注釈 3]
- 押込
- 横車

### 試合した流派
試合した流派は下記の通りである。
- 楊心流（嶋田寅之助）
- 起倒流（神保佐兵衛）
- 楊心流（山本柳之助）
- 関口流（亀田藩 今西重左衛門・今西豊三郎）
- 起倒流（竹中元之進・竹中鉄之助）
- 扱心流（熊本藩 久保田鉦太郎）
- 天心流（伊藤鹿之助）
- 関口流（土浦藩 江橋鉄蔵）
- 神道八重流（柳田三次郎）
- 関口流（佐久間敬助）
- 竹内三統流（熊本藩 矢野彦左衛門）
- 浅山一伝流（大田原藩 大田原主殿）
- 関口流（矢嶋）
- 関口流（津藩 津田道之助）
- 拍子流（福井藩 若林五郎兵衛）
- 神伝実用流（大阪 長尾勇・西亭勇治）
- 堤宝山流（武藤伝蔵）
- 心明殺活流（佐倉藩 田辺次郎左衛門・田辺左太次）
- 楊心古流（今田七郎）
- 応変流（三河吉田藩 渡辺半太夫・渡辺喜代治）
- 浅山一伝流（三河吉田藩 杉本百助）
- 無我流（西尾藩 緒川升右衛門）
- 関口流（膳所藩 神谷玉城）
- 竹内流（大内平右衛門）
- 起倒流（忍藩 深井寛右衛門）
- 柳生心眼流體術（大嶋一学）
- 扱心流（徳山藩 内山清右衛門）
- 良移心頭流（久留米藩 下坂五郎兵衛）
- 荒木新流
- 真之神道流（永井直右衛門）
- 諸賞流（南部藩 馬場律衛）
- 荒木新流（浜田藩 福井力右衛門）
- 関口流（膳所藩 猪狩衛盛）
- 気楽流・戸田流（奥澤三蔵（奥澤七事斎））
- 自現流（膳所藩 山路政之助）
- 楠流（津藩 佐伯彦之進）
- 扱心流
- 浅山一伝流（今治藩）
- 起倒流（宇土藩 千ケ崎清之丞）
- 起倒流（姫路藩 小森弥太郎）
- 起倒流（長州藩 福谷直右衛門）
- 扱心流（長州藩）
- 扱心流（犬上軍次）

## 流派の内容
小太刀や十手を用いる技法を含んでいるがほぼ徒手による流派である。
手解きは12本が整理されており、ここには両手取り（鬼拳）や諸手取り（両手取）、小手返、当身の要訣、武器取りの要訣などが含まれている。その後の形は、楊心流の分派である真之神道流から教授理論を採用し、初段・中段・上段と段階的に同種の技を深めていくように纏めてあり、初段居捕の最初の形である『真之位』の形を果実に喩えて以後の形を果実から出た芽や枝葉や花とし、ここから再び果実である最初の形を生むとして、技芸の習熟の道のりを教えている。また、楊心流より伝わる「真之位」というものが尊ばれているが、これは居捕における各構えの正しい姿（位）を指している。
一部系統には極意口伝の形として、押返（おしかえし）、曳下（曳外）（えいげ）、巴分（ともえわかれ）、浪引（ろういん）、石火分（せっかのわかれ）があり、柔道の五の形の原型であるとの説がいわれている。実際、当流の押返では受が先に取を押すのに対して柔道の一本目では最初から取が受を押し始める点に相違がある以外は全て同じ内容である。
形のほかに投技や固技などの乱捕も行われた。これらは組討に相当するものとされ、のちに講道館柔道の乱取で行われる技と共通するものが多く見られる。
手解　十二手
鬼拳、振解、逆手、逆指、片胸捕、兩胸捕
小手返、兩手捕、氣捕、天倒、扱捕、打手
初段居捕　十手
眞之位、添捕、御前捕、袖車、飛違、拔身目附、鐺返、兩手捕、壁添、後捕
初段立合　十手
行違、突掛、引落、兩胸捕、連拍子、友車、衣被、襟投、手髪捕、後捕
中段居捕　十四手
眞之位、手巾捕、左胸捕、右胸捕、御前捕、袖車、飛違
拔身目附、奏者捕、柄止、膳越、兩手詰、左右曲、引立
中段立合　十四手
行違、向山影、後山影、小手返、腰附、頭捕、連拍子
廻込、歸投、壁添、腕挫、柄砕、諸別、大小捕
投捨　二十手
鐘木、刈捨、朽木倒、腰車、橫車、片胸捕、手髪捕、小具足、腰刈捨、獨鈷
小手返、引落、手繰、捨身、下り藤、腕絡、矢筈、兩手捕、兩抦捕、後捕
試合裏　二十四手
試合口之事　 三手
別レ崩之事　 三手
橫車崩之事　 三手
突込崩之事　 三手
眞之位崩之事 三手
居別崩之事　 三手
袖車崩之事　 三手
裸體捕之事　 三手
極意上段立合　十手
踢返、面影、諸手碎、杉倒、大殺、浪分、猿猴附身、手矩捕、兩非、天狗勝
極意上段居捕　十手
後銯、脇銯、後捕、片羽縮、矢筈、突掛、無二劔、見刀曲、竜虎、暫心目附
五箇之傳
片羽折、對人心得之事、運氣之事、忍太刀之事、金生水之事
七箇之極意（當身/殺法）
烏兎、霞、人中、獨鈷、秘中、松風、村雨
活法
誘活法、襟活法、陰嚢活法、総活法（肺入活法、気海活法、裏活法）

### 天狗勝
天狗勝（てんぐしょう）は相手の背後に回り、腰を腰に当て、裸絞の後絞に取り、片膝を相手の腰に当て肘で当身を入れて後ろに倒す。天神真楊流を学んだ柔道家横山作次郎の謎の得意技天狗投（てんぐなげ）の正体ではないかとの説もある。

## 乱捕
乱捕とは、柔術の鍛錬法の一つ。乱捕を行う場合は袴を脱いで股引姿になる。天神真楊流の乱捕技は講道館柔道の乱取技に多大な影響を与えた。
磯又右衛門の門人の高坂昌考の記録や渡辺一郎が書き写した資料には組討と記されている。
乱捕は流派を越えて行われていたため他流でも同じ技を用いることが多く、個々の技が何流で案出されて使われるようになったかは不明である。また道場によって同じ技でも名前が違っている場合があった。
嘉納治五郎の修行時代、巴投は天神真楊流では安藤という人の得意技であったので安藤返と呼ばれていた。渋川流と楊心古流を学んだ久富鉄太郎も安藤捨身という別名があったと記している。
上述の試合で使われた技の中のマボロシは、天神真楊流と関係が深い半田弥太郎の大東流や奥田松五郎の奥田流にも見られる。

### 極意教授図解の乱捕技
吉田千春の『天神真楊流柔術極意教授図解』には乱捕として以下の技が図解で解説されている。
吉田によると組打の手合は他にも種々の技があったという。
乱捕
スクイ足、足拂、拂ヒ腰、腰投、捨身捕、胴〆
腰投、小手引、腕シギまたは腕引、強身〆
股拂、腰入
背逐投、相方の位捕、ハダカ〆、〆込み、

## 系譜

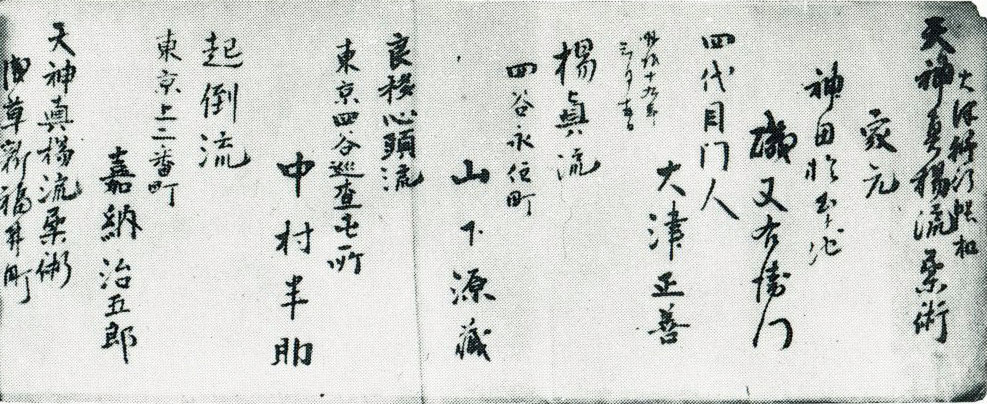
天神真楊流柔術家元、神田於玉ヶ池、磯又右衛門（磯正智）。『天神真楊流稽古出席帳』（明治15年）より。

家元議定書により、家元制の内容を明確に規定した珍しい流儀である。

### 家元
五世 磯又右衛門正幸は1943年頃、太平洋戦争の空襲により、長らく住み慣れた神田於玉ヶ池の自宅（旧称：東京府東京市神田区於玉ヶ池松枝町9番地）から疎開先の神奈川県横浜近郊に転居。終戦を迎えることなく彼の地で没した。故に磯家の家元としての命脈はここに絶え、現在では師範だった幾つかの系統がこの術理を伝えている。
- 流祖 磯又右衛門正足
- 二世 磯又右衛門正光：磯又右衛門正足の実子。
- 三世 磯又右衛門正智：磯又右衛門正足の高弟。養子。1882年頃没。嘉納治五郎の手記によれば体格は短身痩躯。
- 四世 磯又右衛門正信
- 五世 磯又右衛門正幸：磯又右衛門正智の実孫。明治26年、『天神真楊流柔術極意教授圖解』を出版。1945年頃没。

### 門人と系統
- 流祖:磯又右衛門柳関斎源正足
  - 岡田縫殿之輔
  - 西村外記之輔柳元斎源正秀（京都）
  - 野原柳之輔柳道斎源正則
    - 田中喜右衛門

  - 寺崎剛平柳雲斎[22]（仙台藩浪人、『當流大意録』の著者）
    - 竹川彦左衛門（磯にも師事）
    - 大内藤次郎（寺崎より殺活法を授かる。為我流派勝新流の祖）

  - 西鎌五郎正福（園部藩）
    - 三浦伊三郎

  - 満岡雄太郎
  - 持田道之助（佐渡）
  - 中野精一郎
  - 石川大作
  - 富山登（仙台藩）
    - 一丸竜之助（柳心介冑流）

  - 藤田銀八郎（柴新流）
  - 山本末之烝一心斎源正森
    - 丸山善之助

  - 山本四郎柳煙斎正春（破門）
  - 城田亀司柳秀斎源正秀（鎌倉）
  - 八木貞之助
  - 川渕長左衛門柳友斎喜起
    - 久野良三
    - 松永唯右衛門
      - 赤松秀之進正範

    - 木下是之助

  - 伊藤幸左衛門柳永斎忠元
    - 吉田伝左衛門柳藤斎直義（越中富山藩士）

  - 原田要人之輔柳容斎源正徳
  - 船川楫之輔柳真斎源國勝（常陸国水戸藩、江戸芝三田）
    - 松原忠司柳趙斎誠幸（北辰心要流柔術）

  - 長島直吉柳玄斎行忠(阿波国)
    - 長島久米太
      - 長島源八

    - 谷鹿之助悦足
    - 谷虎雄柳應斎
    - 村田亀吉師興
      - 久田房之進（久田房蔵）

  - 谷鹿之助悦足（谷鹿雄とも、長島直吉にも師事）
    - 谷虎雄柳應斎知幾
      - 谷鑛馬（東京市京橋区、弘武館々長）
      - 谷幸雄
      - 廣瀬一（谷虎雄の娘と結婚する）

    - 高津甚吉
    - 森種之輔植春（阿波国）
      - 加美栄太郎

    - 磯村（大阪）
      - 寺井勝義（近江）
        - 樋口郁太郎

  - 粟飯原真吾（阿波国）
    - 工藤九平敬明（天神真柳流、佐古の長島道場でも学んでいる）
      - 谷本庄太郎
      - 金子円太郎
      - 野口乕蔵
      - 後藤田藤介
      - 篠原八十治
      - 宮岡芳蔵（徳島県三好郡池田町）

    - 矢田鉄之助（柴真楊流を開く）
    - 金子丹五郎

  - 今泉八郎柳定斎定智（真蔭流）
  - 青木金助柳意斎光直
  - 原治右衛門根武
  - 上田権平柳玉斎菅原清（小浜藩）
    - 田中半兵衛柳連斎源正之（日本体育會大阪支會柔術教官）
      - 櫻井德三郎柳眞斎
        - 秋元文雄

      - 福原傳治郎

    - 穂谷昌訓（柔術奥意活法傳授事務所）

  - 桜井邦造源儀信
    - 神保源十郎柳風斎正義（神保源重郎源且久）
      - 田子信重
        - 塩沢庄五郎
        - 松岡義信
          - 佐藤義光

        - 横溝一馬
          - 牛込岩尾
          - 牛込久雄

        - 間庭美治
          - 間庭重雄

        - 天野
        - 今井半六
        - 前田
        - 小泉軍治
        - 永菅藤市
        - 伊藤市平

      - 関口房太郎
        - 柳岡儀運
          - 柴崎大太郎
            - 柴崎松太郎
            - 田中健重

      - 木暮正勝
        - 木暮武司
          - 木暮正雄

        - 関根源内
          - 関根源三郎

      - 木暮正武
        - 木暮武司
          - 木暮正雄

      - 田中冨五郎源義苗
        - 田中貞一
        - 関貞二郎
          - 堤登茂治

        - 猪俣高美

      - 飯塚永三郎
        - 飯塚半七
        - 猪俣高美

  - 高木芳雄柳英斎源俊英
    - 高木三五郎柳振斎源愛民（芝英館）
      - 安藤三次郎（ホノルルに道場を開く。）
      - 大石介石（八木寅次郎にも師事）
      - 新島善太郎（竹岡宇三郎にも師事）
      - 高橋亀治（兒玉光太郎、竹岡宇三郎にも師事）
      - 田村伊之助
      - 中井隼三郎（中川将行にも師事）
      - 前澤兼次郎
      - 関得三

    - 井口松之助柳松斎義為（吉田千春にも師事）

  - 清野周吉郎柳孝斎源正輝（足利藩）
    - 新井元次郎
      - 石井清吉柳喜斎源正義

  - 渡辺賢柳幸斎正幸（大垣藩）
    - 清水栄吉源正朝
      - 西田友三郎

    - 田邊治一（大阪府）
      - 田邊治男

    - 川合留七

  - 磯又一郎柳心斎正光
  - 松永清左衛門
  - 首藤七郎正信（破門）
  - 渡辺八郎
  - 中山多七郎満足（中山柳剛流）
  - 福田民弥
  - 小出見之助
  - 近藤庄助
  - 中谷十郎右衛門
  - 満岡冨五郎
  - 伊藤幸右衛門
  - 豊田岩右衛門
  - 牛原八三郎
  - 奥田四郎兵衛
  - 林幸八郎
  - 宮本松兵衛
  - 中須八郎
  - 小嶋弥三郎
  - 木下堤柳交斎
    - 井汲柳靡斎
      - 角野茂柳心斎
        - 山本末吉

  - 小池有恒（磯又一郎からも学ぶ）[23]
    - 奥田松五郎（奥田流を開く。）

  - 高坂昌考
  - 東條原九郎
- 2代目：磯又一郎柳心斎源正光 - 正足の次男
  - 井上敬太郎柳均斎源正房（戸田流（気楽流））
    - 井上縫太郎（天神真楊流、霞新流、講道館柔道六段）
      - 井上武雄柳心斎正英（宮城県仙台市）
      - 渥美昌純
      - 徳久祐太郎

    - 奥澤勘一　（天神真楊流、気楽流）
    - 戸張滝三郎柳歸斎（戸張流）
      - 戸張和柳和斎（戸張和子）

    - 横山作次郎
    - 西郷四郎
    - 関根源内
      - 関根英男
      - 今泉淸
      - 青木文雄

    - 長谷五郎
    - 三浦謹之助
    - 阪谷芳郎
    - 保利眞直
    - 井上通泰
    - 高橋捨六
    - 大久保忠順
    - 山口弘連
    - 添田壽一
    - 嘉納治五郎
    - 岡田鑛吉
    - 長尾景一
    - 柳田國男
    - 徳川圀頼
    - 宮本半蔵
    - 志保井義之（宮本富之助・宮本半蔵にも師事）
    - 高橋金五郎
    - 関常三郎（高橋金五郎にも師事）
    - 関貞次郎
- 3代目：磯又右衛門正智／松永清左衛門　(1818-1881) - 正足の高弟
  - 𠮷田千春（柳眞館）
    - 津田繁三郎（麟武館）
      - 津田義一郎（戦災により静岡に移転）
      - 一戸正雄
      - 長尾練一
      - 渡辺巽
      - 佐藤直衛
      - 村岡清一郎
      - 鈴木長四郎
      - 小川角三
      - 石川吉次郎
      - 稲村五十次

    - 横田善松暢浩
      - 二宮史亘（二宮清治、清心士塾）
        - 二宮唯晃

    - 中嶋冷助
    - 井口松之助柳松斎義為（高木義雄から学んだ後、吉田の門に入る）
    - 野口潜龍軒（神道六合流を開く）
    - 小野惣吉（一天柳心冑介流を開く）
    - 宮本半蔵
    - 竹田常次郎（戸塚派楊心流大竹森吉の門人）
    - 高橋濱吉（真之神道流、講道館柔道）
    - 武村新
    - 湯沢三千男

  - 戸澤徳三郎正行
    - 萩原廣治（今泉八郎にも師事）
      - アーネスト・ジョン・ハリソン

    - 坂本外次郎（戸澤道場代稽古を務める）
    - 宮本正三
    - 萩原七郎[24]
    - 久松土之助（武蔵国）
    - 宮本半蔵柳友斎源正親
      - 相宮和三郎柳光斎源義明
        - 柴田孝一

      - 佐藤金兵衛
      - 志保井義之（宮本富之助・井上敬太郎にも師事）

    - 植芝盛平（合気道を開く。）
    - 宍倉義正

  - 福田八郎右衛門義典
  - 福田八之助柳儀斎正義
    - 福島兼吉
    - 嘉納治五郎（講道館柔道を開く。）

  - 市川大八
    - 市川斂
    - 川田庄左衛門

  - 竹岡宇三郎
    - 田中末次郎
    - 石橋和一
    - 古山鏸五郎
    - 新島善太郎（高木三五郎にも師事）
    - 高橋亀治（兒玉光太郎、高木三五郎にも師事）

  - 奥田松五郎（奥田流柔術）
  - 八木寅次郎柳心斎源正忠（阿波国の天神真楊流,山口勝三郎の内弟子）
    - 酒本房太郎
      - 吉沢清
      - 油谷忠
      - 久保田敏弘
        - 久保田修弘
        - ポール・マスタース

    - 大石介石（高木三五郎にも師事）
    - 中村謙蔵
    - 安田謹
    - 村松キク子
    - 村松留吉
    - 柴崎耕作

  - 若林文之進
    - 三ツ塚宗四郎
      - 畑中吉太郎（瞬制流）
        - 高橋菊次郎
          - 山本純市
          - 清藤秀男
          - 中野輝夫

  - 松岡克之助尚周（神道揚心流）
  - 宮本富之助
  - 小川柳巖斎泰堂[25]（磯又右衛門にも師事）
  - 磯又四郎（磯正智の次男）
  - 石川伊策
  - 山口正宣
- 4代目：磯又右衛門柳信斎源正信
  - 5代目：磯又右衛門正幸（長男）
    - 佐藤正義

  - 磯又一郎（二男）
  - 磯三郎（三男、青沼家を継ぐ）

流祖からの伝系が不明の人物と系統
- 長谷又三郎（阿波国）
  - 山口勝三郎
    - 八木寅次郎柳心斎源正忠（山口勝三郎の内弟子、磯道場でも学ぶ）
      - 酒本房太郎

  - 長谷五郎
- 亀井吉太郎（摂州兵庫で学び徳島県板野郡撫養町に道場を開く）
  - 上田常三郎
  - 富升宇平（富升卯平）
  - 木納清三郎
  - 杉田陸太郎
  - 木下源吉
  - 小角彌三次（兵庫県、大日本武徳会柔道範士）
    - 大賀美隆利
    - 福井濱吉
    - 助永朋司
    - 熊田
    - 中里義美
    - 真野恒太郎
    - 小角敏次
    - 松野内安一
    - 山本正信
    - 横山実治
    - 石井末吉
    - 出田延雄
- 金子卯平（阿波国）
- 前田政太郎（阿波国）
- 沖田種三郎（阿波国）
- 小山亀三郎（徳島県、小山流柔術）
- 古杉米蔵（徳島県、古杉天神流）
  - 古杉五郎
  - 正木政勝
  - 真鍋
- 村田梶太郎（徳島県）
  - 高橋幸
  - 古川源吉
  - 五条禎男
- 大山九郎
  - 鈴木寛造（福島県）
- 池淵柳富斎義正
  - 池淵外五郎（富山県）
- 山崎治助（神奈川県横浜市）
- 永井尚知
- 的野直吉（サンパウロ）
- 岩井正則
  - 住友國雄
- 石黒関斎（千葉県銚子 石黒流）
- 水谷正治（神田連雀町、盛眞大和流を開く）
- 小山彦次郎（市ヶ谷砂土原町、皇武館）
  - 福田信一
- 大森忠四郎
- 高橋喜三郎（講道館柔道九段）
- 木村實（桜道会柔術九段）
- 岸井良衞（大根河岸の天神真楊流道場に通っていた）
- 岩佐之
- 今井半六（磯又右衛門の弟子）
- 高橋三次郎（埼玉県）
  - 鈴木八蔵
  - 高橋金五郎（鈴木八蔵、井上敬太郎にも師事）
    - 関常三郎（井上敬太郎にも師事）
- 鈴木清次
  - 鈴木源蔵
- 兒玉光太郎
  - 高橋亀治（竹岡宇三郎、高木三五郎にも師事）
- 中川将行
  - 中井隼三郎（高木三五郎にも師事）
- 鴫原伊男治（福島県安達郡木幡村）
- 杉本秀応
- 藤田茂樹
- 山名新九郎
  - 半田彌太郎（大阪で大東流柔術を開く。）
- 小川龍造（東京市本所→サンパウロ、鹿島真楊流小川武道館[26]）

## 史跡
- 磯の墓（台東区、涼源寺）
- 天神真楊流奉納額（北野天満宮）
- 渡部賢の顕彰碑(大垣城内公園)
- 神保源十郎碑（前橋）[27]
- 山本四郎柳煙斎正春（東京都墨田区回向院）
- 流祖、磯又右衛門正足の奉納額（岡寺山継松寺）